# Malanville
Malanville is een van de 77 gemeenten (communes) in Benin. De gemeente ligt in het departement Alibori. De gemeente heeft een oppervlakte van 3.016 km² en telt 168.641 inwoners (2013). De gemeente is onderverdeeld in vijf arrondissementen:
- Garou
- Guéné
- Madécali
- Malanville
- Tomboutou

De plaats werd genoemd naar Henri Malan (1869-1912), een Frans koloniaal bestuurder. Het gebied werd vroeger Tassi genoemd door de Zarma.

## Geografie
Malanville ligt aan de Niger die hier de grens vormt met buurland Niger. Malanville heeft regelmatig te lijden onder overstromingen van de rivier. Er is een brug over de Sota, een zijrivier van de Niger, die Malanville verbindt met Gaya in Niger. Dit is een economisch belangrijke grensovergang. Malanville is verbonden met hoofdstad Cotonou (730 kilometer naar het zuiden) via de autoweg RNIE2.

## Economie
Malanville is samen met Karimama de gemeente met de grootste rijstproductie van het land. Op de markt van Malanville worden landbouwproducten en ook vis verhandeld.

## Bevolking
In 2002 telde de gemeente 101.628 inwoners. In 2013 waren dit er 168.641.
De bevolking bestaat voor het grootste deel uit moslims (91% in 2020). De meest gesproken taal is Dendi.
Opm: Bevolkingscijfers in duizendtallen
Bron: Malanville Commune in Benin; 1979-2013: volkstellingen
Bron: Institut National de la Statistique Benin; 2013: volkstelling

## Afbeeldingen

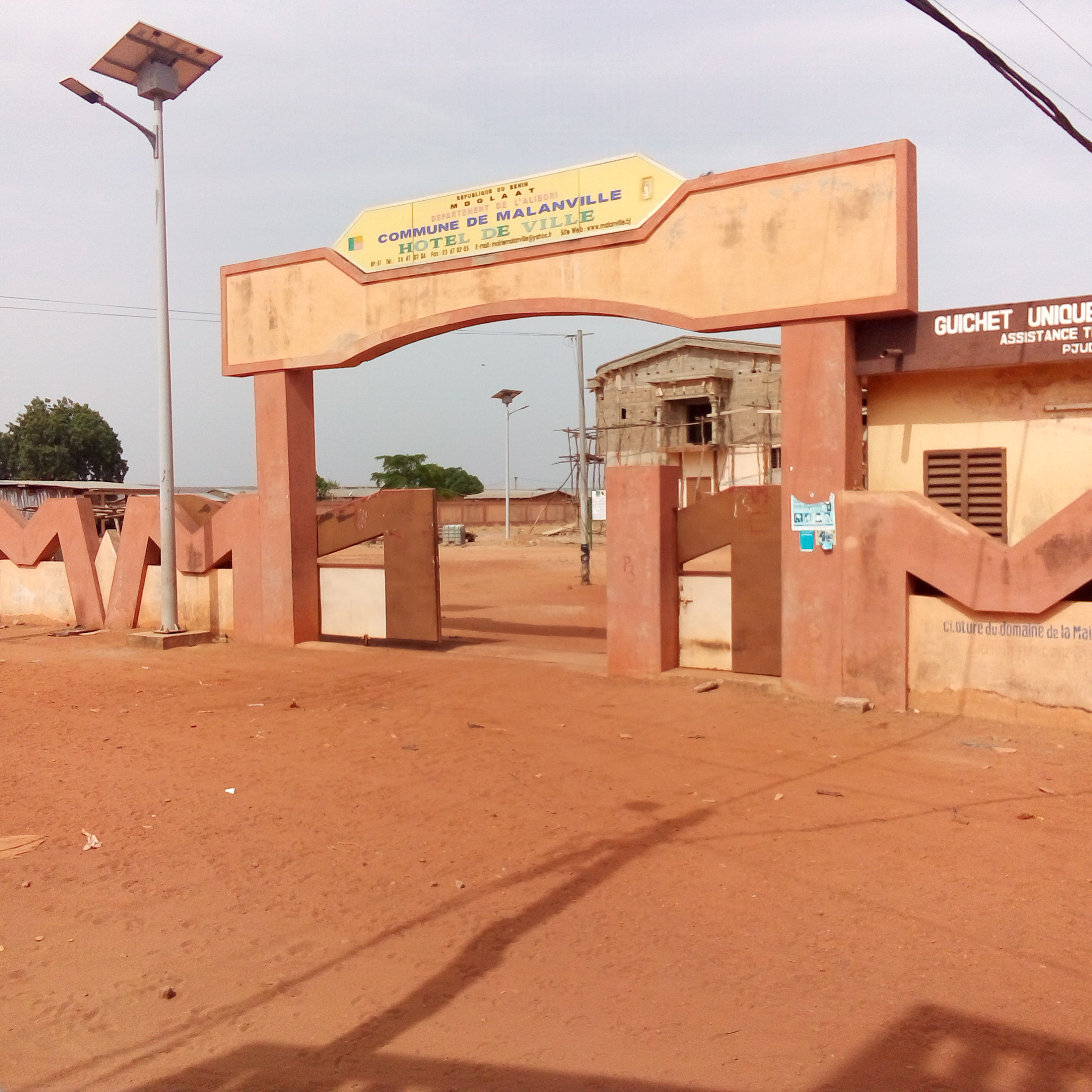
Entree van het gemeentehuis
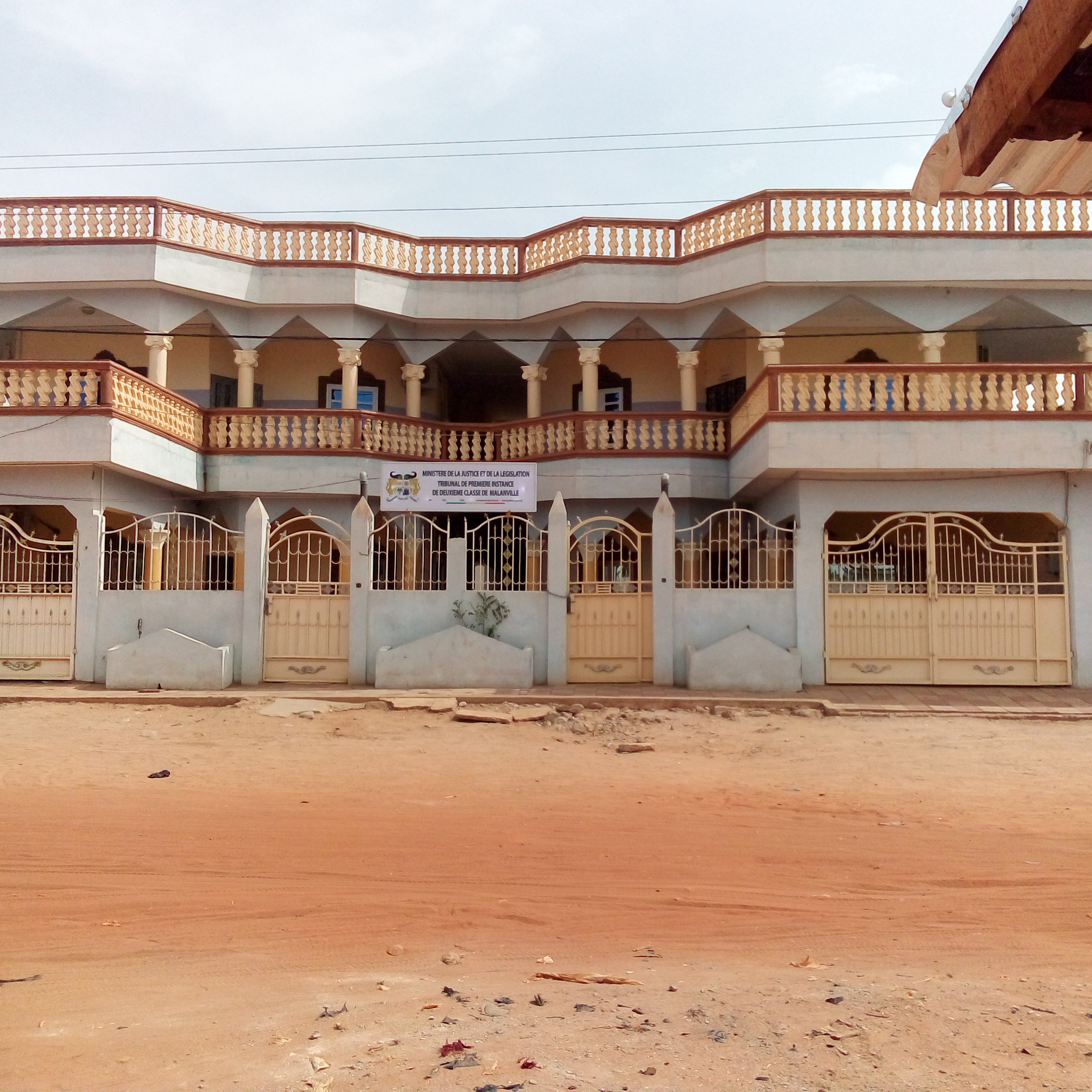
Gerechtsgebouw
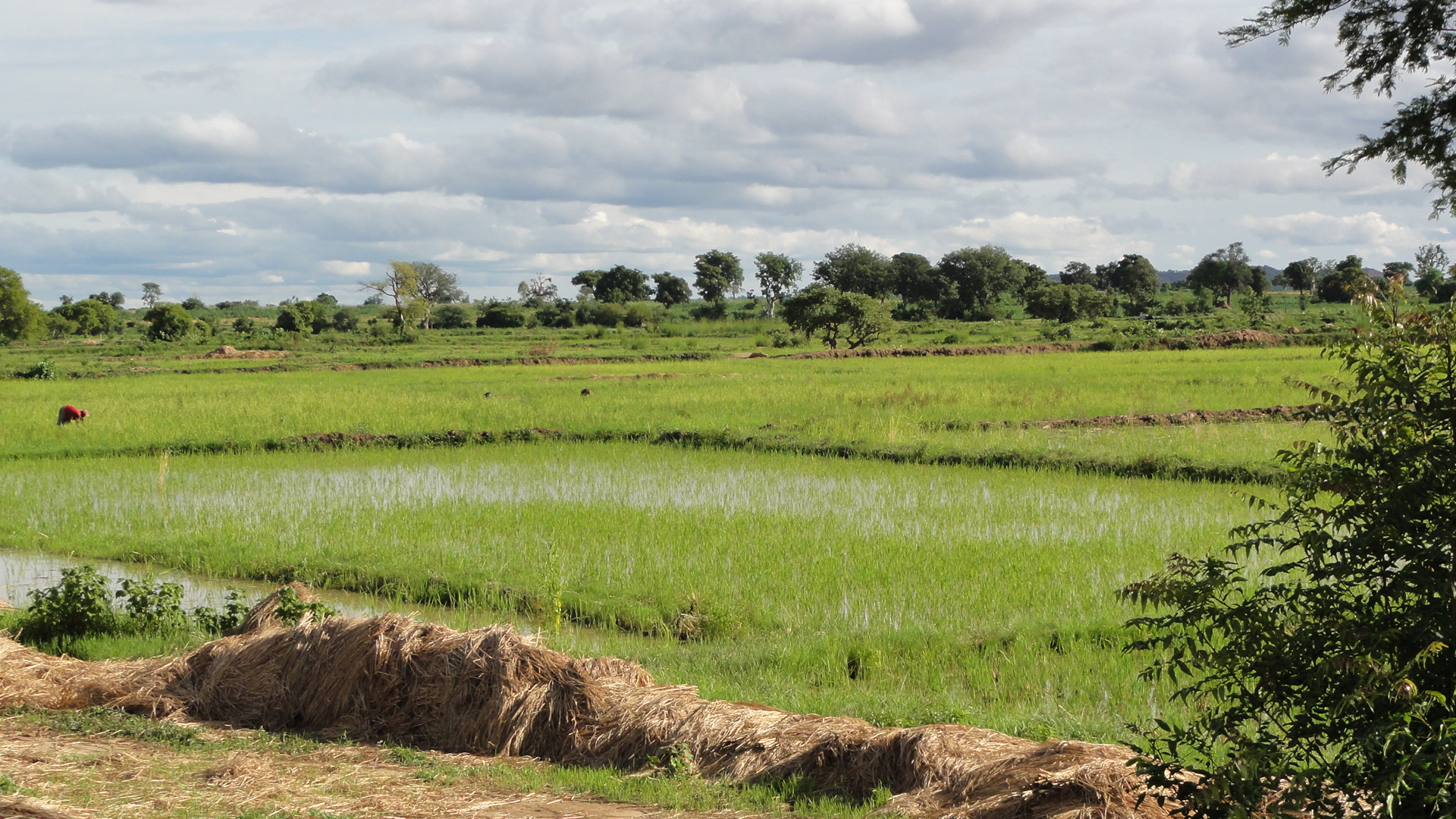
Rijstvelden
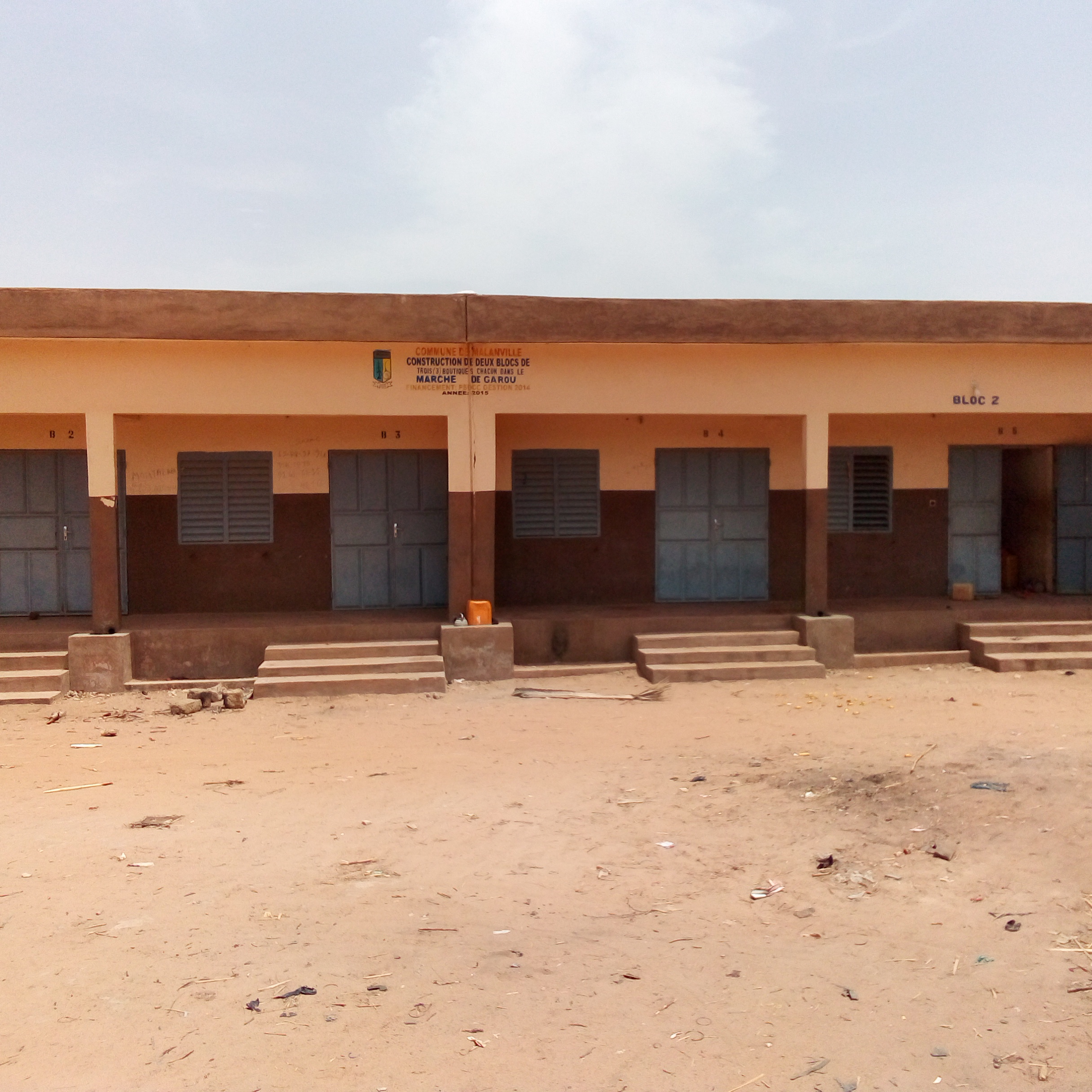
Markt van Garou

- Bibliothèque nationale de France: cb12426002p (data)
- Library of Congress Control Number: n94037396
- Nationale Bibliotheek van Israël: 987007535407605171
- Virtual International Authority File: 158428726